# Mikušovce (Lučenec)
Mikušovce, ungarisch Miksi ist eine Gemeinde im Süden der Slowakei mit 284 Einwohnern (Stand 31. Dezember 2024). Sie gehört zum Okres Lučenec, einem Kreis des Banskobystrický kraj, und ist zugleich Teil der traditionellen Landschaft Novohrad.

## Geographie

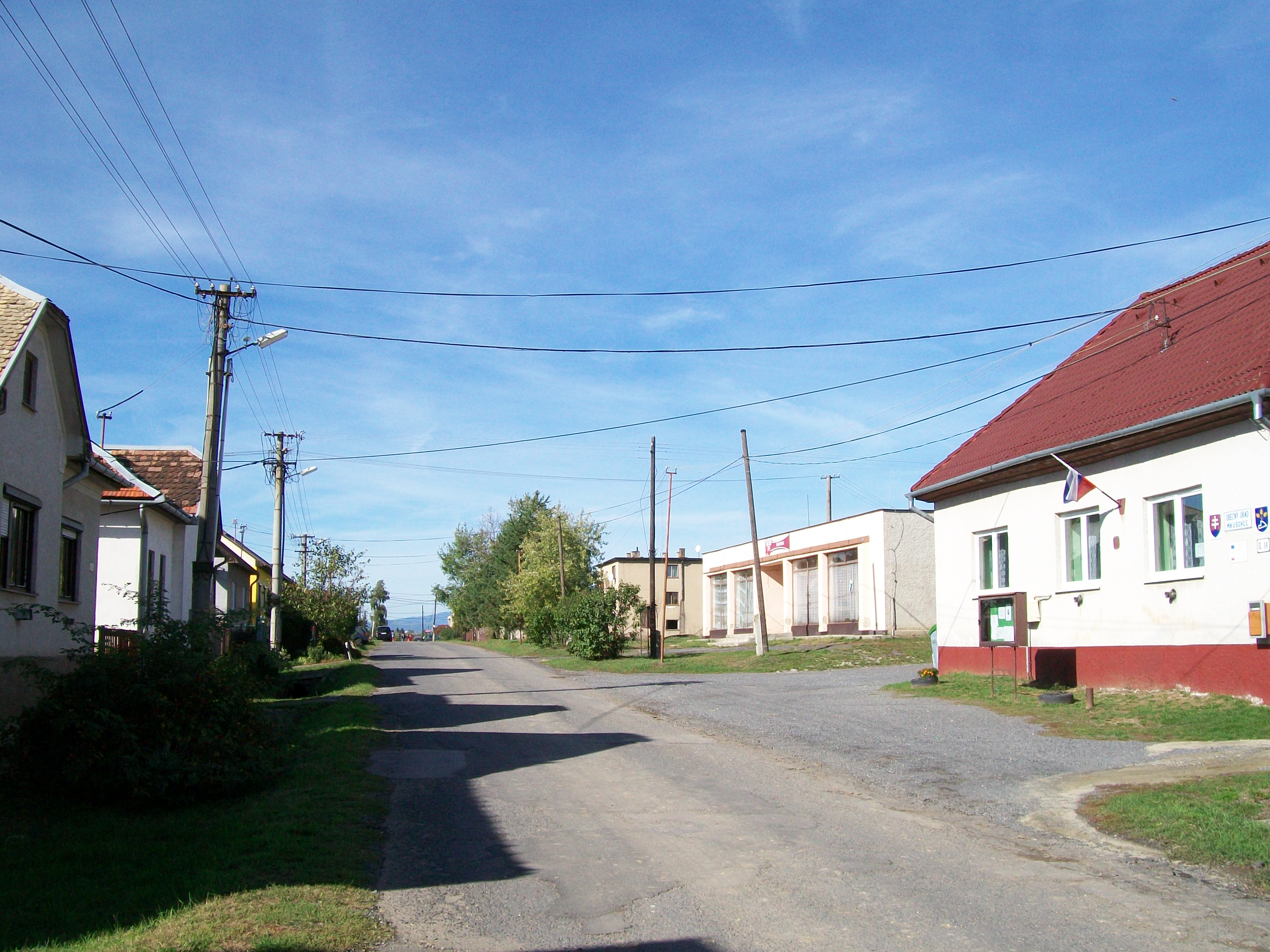
Straßenbild in Mikušovce

Die Gemeinde befindet sich im westlichen Teil des Talkessels Lučenská kotlina, einer Untereinheit der Juhoslovenská kotlina, auf der Flurterrasse des Krivánsky potok, kurz vor der Mündung in den Ipeľ. Das Ortszentrum liegt auf einer Höhe von 185 m n.m. und ist vier Kilometer von Lučenec entfernt.
Nachbargemeinden sind Lučenec im Westen, Norden und Osten, Trebeľovce im Südosten, Rapovce im Süden und Panické Dravce im Südwesten.

## Geschichte

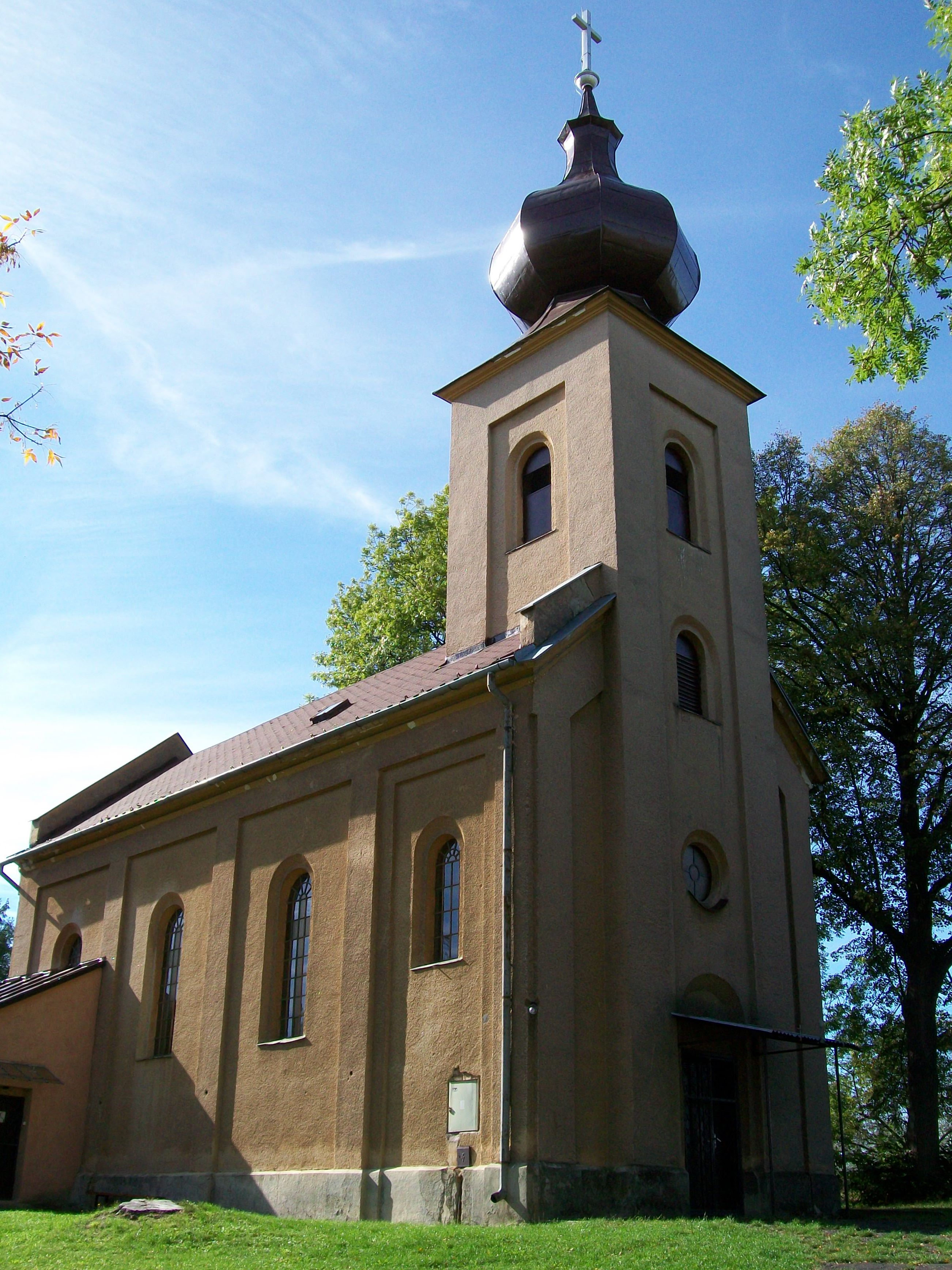
Kirche in Mikušovce

Mikušovce wurde zum ersten Mal 1335 als Mixen schriftlich erwähnt und war Teil der Herrschaft von Halič. 1828 zählte man 41 Häuser und 396 Einwohner, die als Landwirte beschäftigt waren.
Bis 1918/1919 gehörte der im Komitat Neograd liegende Ort zum Königreich Ungarn und kam danach zur Tschechoslowakei beziehungsweise heute Slowakei. Auf Grund des Ersten Wiener Schiedsspruchs lag er von 1938 bis 1944 noch einmal in Ungarn. Von 1966 bis 1992 war Mikušovce Teil der Stadt Lučenec.

## Bevölkerung
| Jahr                | 1994 | 2004    | 2014    | 2024    |
| ------------------- | ---- | ------- | ------- | ------- |
| Anzahl der Personen | 285  | 278     | 272     | 284     |
| Unterschied         |      | −2,45 % | −2,15 % | +4,41 % |

| Jahr                | 2023 | 2024    |
| ------------------- | ---- | ------- |
| Anzahl der Personen | 290  | 284     |
| Unterschied         |      | −2,06 % |

Gemäß der Volkszählung 2011 wohnten in Mikušovce 279 Einwohner, davon 216 Slowaken, 57 Magyaren und zwei Tschechen. Vier Einwohner machten keine Angabe zur Ethnie.
175 Einwohner bekannten sich zur römisch-katholischen Kirche, 18 Einwohner zu den Baptisten, 15 Einwohner zur Evangelischen Kirche A. B. und sechs Einwohner zu den Zeugen Jehovas. 44 Einwohner waren konfessionslos und bei 21 Einwohnern wurde die Konfession nicht ermittelt.

## Bauwerke und Denkmäler
- römisch-katholische Kirche Maria vom Rosenkranz aus dem Jahr 1896

## Verkehr
Mikušovce besitzt eine Haltestelle an der Bahnstrecke Aszód–Lučenec, die allerdings seit 2003 nicht durch regelmäßigen Personenverkehr bedient wird. Im Ort endet die Straße 3. Ordnung 2654, die nach Lučenec führt.